# Claude Bez
Pour les articles homonymes, voir Bez.
Claude Bez est un ancien dirigeant français de football, né le 4 novembre 1940 et mort le 26 janvier 1999 des suites d'une crise cardiaque. 
Personnalité emblématique et président des Girondins de Bordeaux, il a fait du club au scapulaire le club dominant des années 1980 (3 fois champion, 3 fois dauphin, 2 coupes de France) avant de le conduire à la relégation au terme de la saison 1990-1991.

## Biographie

### Cabinet d'expertise comptable
De formation comptable, Claude Bez dirige à Bordeaux un cabinet d'experts-comptables (Cabinet BSF associés) jusqu'à la fin des années 1970.

### Carrière de dirigeant

#### Girondins de Bordeaux
Les Girondins échappent de justesse à la relégation en 1978. Le président Jean Roureau passe alors la main à Claude Bez, jusqu'alors trésorier. C'est le début de la grande époque des Girondins.
L'objectif affiché est de monter une grande équipe à Bordeaux, mais les caisses sont loin de déborder. Pour pallier ce handicap, Bez adopte une tactique simple mais efficace : il embauche systématiquement des joueurs en fin de contrat. Il se taille rapidement la réputation d'un homme dur mais droit en affaires.
Sous l'impulsion de Claude Bez dans l'équipe dirigeante, d'Aimé Jacquet au poste d'entraîneur et d'Alain Giresse sur le terrain, les Marine et Blancs se construisent un fabuleux palmarès. Cette domination se traduit par trois titres de Champion de France (1984, 1985, 1987), deux victoires en Coupe de France contre Marseille en 1986 (2-1 après prolongation) et en 1987 (2-0) et une participation sans discontinuer aux Coupes européennes de 1982 à 1989 avec, comme sommets, deux accessions en demi-finales. 
D'abord en 1985 en Coupe des Champions où la Juventus, victorieuse chez elle (3-0), frôle l'élimination à Bordeaux où les Girondins l'emportent par 2 buts à 0. Ensuite en 1987, en Coupe des Coupes où Bordeaux s'impose sur le terrain du Locomotiv de Leipzig au match retour, mais est éliminé aux tirs au but.
Au terme de la saison 1990-1991 où le club finit dixième (mais manquant d'un rien une qualification en Coupe d'Europe lors du dernier match perdu 1-0 à Lyon), la DNCG décide de reléguer administrativement les Girondins de Bordeaux en D2 en raison de leur déficit budgétaire (environ 45 millions d'euros). Le président emblématique Claude Bez fut poussé à la démission.

#### Équipe de France
Le match nul contre la sélection chypriote du 22 octobre 1988 propulse Claude Bez au poste de super-intendant de l'équipe de France, un poste spécialement créé pour lui.
La mauvaise entame des éliminatoires de la coupe du monde de 1990 succède à l'absence de la France à l'Euro 1988. Claude Bez désigne alors Michel Platini à la tête de la sélection en novembre 1988, en remplacement d'Henri Michel. Malgré l'élimination dans la course au mondial italien de 1990, l'emblématique Michel Platini se présente comme l'homme de la situation pour construire les bases du renouveau du football français. Hélas ce sera un échec retentissant...

### Rivalités, polémiques et provocations

#### Les droits TV
Au début des années 1980, les clubs professionnels ne percevaient pas des ressources provenant des droits TV : la diffusion des images du championnat de France de football était libre. Claude Bez décide de changer la donne en facturant la diffusion des images des matchs joués à domicile, et en interdisant l'enregistrement d'images aux chaînes de télévision récalcitrantes,. Antenne 2 n'accepte pas cette nouvelle règle et décide de diffuser sur Stade 2 la violente altercation opposant Claude Bez aux journalistes de la chaine. On y découvre un président des Girondins très en colère, injuriant les journalistes. Les images choquent la France entière, et Robert Chapatte s'implique personnellement en défendant certaines valeurs en direct. Le contexte autour des droits TV sur le championnat de France de football a par la suite évolué.

#### La rivalité Bez/Tapie
Les Girondins de Bordeaux dominent le football français des années 1980. L'arrivée de Bernard Tapie à la présidence de l'OM annonce la fin de l'ère girondine et l'amorce d'une succession. Les deux hommes vont s'invectiver pendant des années par presse interposée. Le président marseillais dédaignera son homologue bordelais en le limitant à sa formation de comptable. Claude Bez défilera sur la Canebière au volant de sa Cadillac bleu marine à toit blanc, immatriculée 11 GB 33, pour afficher la domination bordelaise et se fait ouvrir les portes du Stade Vélodrome pour y pénétrer avec son véhicule. À la mort de Claude Bez, Bernard Tapie rendra finalement hommage à son ancien concurrent.
Dans un entretien accordé au journal L'Équipe publié le mardi 30 octobre 1990, Claude Bez reconnait qu'il a offert des prostituées à des arbitres de Coupe d'Europe, et cela à plusieurs reprises, notamment pour le 1/4 de finale des Girondins face au PSV Eindhoven le 2 mars 1988. L'impresario Ljubomir Barin est au centre du scandale. Ce Croate s'est occupé des plus gros transferts du club et s'est vu confier l'organisation des réceptions officielles pour les matchs de Coupe d'Europe ; il intervenait ponctuellement, sans être salarié du club, en s'occupant notamment du choix des hôtels, des voitures, du restaurant ou des cadeaux. L'information est reprise le jour même sur France 3 « Régions  Bordeaux », posant la question sur les motivations d'un homme qui, jusque-là, avait toujours protégé son club. On apprendra quelques années plus tard que ce même Barin travaillait également pour l'OM, notamment sur les dossiers des transferts à Marseille de plusieurs joueurs, parmi lesquels Jean Tigana, Alain Roche et Chris Waddle. Le journal Libération révèle que le dirigeant marseillais Jean-Pierre Bernès avait piégé l'agent croate par téléphone en enregistrant leur conversation, Bernard Tapie s'empressant par la suite d'inonder les rédactions de presse et les cabinets ministériels d'extraits compromettants pour le club girondin. En février 1995, Barin est interpellé par la police à l'aéroport de Düsseldorf en Allemagne, puis incarcéré à la maison d'arrêt de Gradignan.

#### Le divorce Bez/Giresse
Après une saison 1985-1986 perturbée par des blessures, Alain Giresse remporte la coupe de France contre l'Olympique de Marseille le 30 avril 1986 avec son club formateur des Girondins de Bordeaux. Il s'envole ensuite pour le Mexique et participe à 34 ans à l'épopée des Bleus demi-finalistes de la coupe du monde de 1986. À son retour en Gironde, Alain Giresse s'interroge sur sa situation à la suite du recrutement de jeunes joueurs talentueux comme Jean-Marc Ferreri, José Touré ou Philippe Vercruysse. Séduit par le  discours de Michel Hidalgo et la puissance financière de Bernard Tapie, il change d'avis car Aimé Jacquet lui retire le brassard de capitaine et lui annonce qu'il sera remplaçant. Giresse est donc obligé de partir, et quitte les Girondins pour l'Olympique de Marseille. Claude Bez se sent trahi. Il a reconstruit le club autour de Gigi et le considère comme son fils spirituel. Très en colère, Claude Bez organise à sa façon le retour de l'enfant prodige pour un Bordeaux-OM de mars 1987 décisif pour le titre; Giresse n'est pas cité dans le journal du match « Marine et Blanc ». Claude Bez fait remplacer le nom et la photo du marseillais par un point d'interrogation. Dans un autre journal, José Touré apparait comme un géant au côté de Giresse. La mise en scène du président s'organise jusque dans le scénario du match. Giresse va vivre ce jour-là un véritable enfer, et devra subir tout le match une pression physique rarement observée. Gernot Rohr est chargé des « premiers marquages » et sera expulsé à la 22e minute. Les Girondins l'emportent 3 à 0 et Claude Bez déclare dans le journal Sud-Ouest : « Réfléchir ? … Trahir, sûrement pas s’indigne alors le président Bez … quand un homme revient sur une parole donnée, il n’est pas respectable. Giresse sera toujours un grand joueur… mais ses qualités humaines laissent à désirer ».

### Condamnations judiciaires

#### L'affaire du Haillan
Le tribunal correctionnel de Bordeaux a condamné Claude Bez le 22 mars 1994 à deux ans de prison, dont un avec sursis, et à 2 millions de francs d’amende dans l'affaire du Haillan pour escroquerie, faux par instruction et recel d’usage de faux. Claude Bez avait obtenu des collectivités locales une enveloppe de 54 millions de francs pour la rénovation du centre d’entraînement du Haillan. Mais l'enquête du fisc a révélé un coût réel estimé aux alentours de 44 millions de francs,.

### L'invitation du président Afflelou
Claude Bez rêvait de faire des Girondins de Bordeaux le premier club français victorieux en coupe d'Europe. Toujours présent dans les mémoires, il est invité par l'ancien président Alain Afflelou pour assister à la finale de la coupe UEFA 1995-1996 opposant le 15 mai 1996 les Girondins de Bordeaux au Bayern de Munich.

### Hommage rendu à Claude Bez
Le 28 janvier 2012, à l'initiative de deux supporters des Girondins de Bordeaux, un hommage lui est rendu par une vingtaine de supporters du club, près de 13 ans après sa mort. 
Une gerbe est déposée sur sa tombe par les supporters et un discours est prononcé en mémoire du Président Bez.

## Annexe